# Фестиваль вертепів Карпатія
Всеукраїнський фестива́ль вертепів «Карпатія» — щорічний фестиваль, що проводиться на Прикарпатті у місті Коломия Івано-Франківської області у січні і приурочений до різдвяних святкувань. 
Ініціатором фестивалю є громадський діяч Олесь Доній, організатором — мистецьке об'єднання «Остання Барикада», «Всеукраїнський комітет на захист української мови».

## Мета фестивалю
Організатори фестивалю поставили за мету відродити культуру вертепів в Україні, привернути до них увагу. Сприяти розвитку української мови та культури.

## Місця проведення фестивалю
Перший фестиваль відбувся у 2007 році у місті Івано-Франківськ. 2009 року фестиваль проводився у місті Яремче. З 2010 по 2012 рік фестиваль проводився у Києві. А 2013 року святкування знову повернулися на Прикарпаття у місто Коломия. 

## Програма та учасники
У фестивалі беруть участь народні колективи з усієї України, які презентують свої театралізовані вертепи. Незамінною на фестивалі є участь Зіркового вертепу, серед учасників якого виступають відоми політичні та громадські діячі, музиканти, письменники, поети, журналісти, тощо. Ще з першого фестивалю ведучим виступає відомий актор, "голосМайдану" - Євген Нищук.

### Відомі учасники Зіркового вертепу
- Олесь Доній
- Юрій Луценко
- Богдан Бенюк
- Володимир Ар'єв
- Юрій Стець
- Лесь Подерв'янський
- Микола Вересень
- Брати Капранови
- Тарас Чубай
- Андрій Кокотюха
- Юрій Покальчук
- Артем Полежака
- Василь Вірастюк

## Цікаві факти
- Фестиваль 2012 року проводився біля Лук'янівського СІЗО у Києві, щоб підтримати політичних в'язнів Юрія Луценко і Юлію Тимошенко, які в цей час були ув'язнені у цій тюрмі.